# Étienne Pierre Ventenat
Étienne Pierre Ventenat, född 1 mars 1757 i Limoges, död 13 augusti 1808 i Paris, var en fransk botaniker.
Auktorsnamnet Vent. kan användas för Étienne Pierre Ventenat i samband med ett vetenskapligt namn inom botaniken; se Wikipediaartiklar som länkar till auktorsnamnet.